# Wiesław Iwasyszyn
Wiesław Iwasyszyn (ur. 1963 w Brzegu) – pierwszy polski beatbokser. Jest twórcą przynależnym do idiomu gatunku muzyki rockowej.

## Życiorys
Wiesław Iwasyszyn urodził się w 1963 roku. Mówiąc o źródle swoich zdolności muzycznych wspominał młodość: „Z tym się chyba urodziłem. Najpierw podpatrywałem, jak ojciec grał na akordeonie, potem słuchałem radiowych audycji Piotra Kaczkowskiego i zaczynałem sobie nucić. Pomyślałem, że można coś do tego dodać i tak pomału dochodziłem do wprawy”.
Karierę rozpoczął na początku lat osiemdziesiątych debiutem artystycznym w programie „Jarmark” na antenie TVP2. W następnych latach wielokrotnie wystąpił w ramach festiwalów w Jarocinie. Był także na supporcie podczas koncertu Republiki we Wrocławiu oraz w okresie 1984-1985 brał udział w trasie koncertowej Budki Suflera oraz TSA. W 1985 wystąpił na festiwalu „Rock nad Odrą” w Opolu.
Po roku 1989 kontynuuje karierę muzyczną. Brał udział w nagraniach, miał wiele występów scenicznych, w tym także w półfinale programu Must be the music – Tylko muzyka. Zaangażował się w działalność charytatywną poprzez udział w koncercie dla muzyka Macieja Miernickiego we warszawskim klubie Stodoła.
Oprócz muzyki miał także swój epizod aktorski – grał rolę polskiego przesiedleńca we filmie Syberiada polska.

## Repertuar
W jego repertuarze muzycznym znajdują się zarówno utwory własne, jak i covery zespołów Deep Purple, AC/DC, Maanamu, Joy Division, Led Zeppelin, Metallica, Iron Maiden czy Sex Pistols.